# John Ginty
 (janvier 2021).
John Ginty (né en 1972) est un organiste américain, un claviériste, et un musicien de session. Il a été l'un des membres fondateurs du Robert Randolph & the Family Band ,, et a souvent été invité par des groupes tels que les Allman Brothers, Santana, Gov't Mule, Bob Weir and Ratdog ou encore Widespread Panic ,. En 2001, lui et ses acolytes du Robert Randolph & the Family Band se voient récompensés à New York du Prix Jammy décerné par le Roseland Ballroom en tant que "meilleur nouveau groupe" . En outre, John Ginty a passé une partie importante de sa carrière à travailler avec de nombreux artistes reconnus en tant que musicien de session .